# Portret mężczyzny
Portret mężczyzny – obraz przedstawiający mężczyznę, pochodzący ze zbiorów Galerii Uffizi we Florencji. Obraz został namalowany w XV wieku lub ok. 1504.
Tożsamość mężczyzny uwiecznionego na portrecie oraz autorstwo obrazu jest przedmiotem sporów wśród historyków sztuki. Przez długi czas większość historyków uważała, że obraz namalował Rafael lub Lorenzo di Credi, według późniejszych badań uznano, że jest to autoportret Perugina. Według dawnych hipotez miał to być portret Andrei del Verrocchio autorstwa Lorenzo di Credi lub też portret Marcina Lutra. Na podstawie porównań z autoportretem Pietro Perugino ze zbiorów Collegio del Cambrio w Perugii uznano, że na portrecie uwieczniono właśnie Perugina. W 1704 roku obraz trafił do zbiorów Galerii Uffizi.